# Hirohito

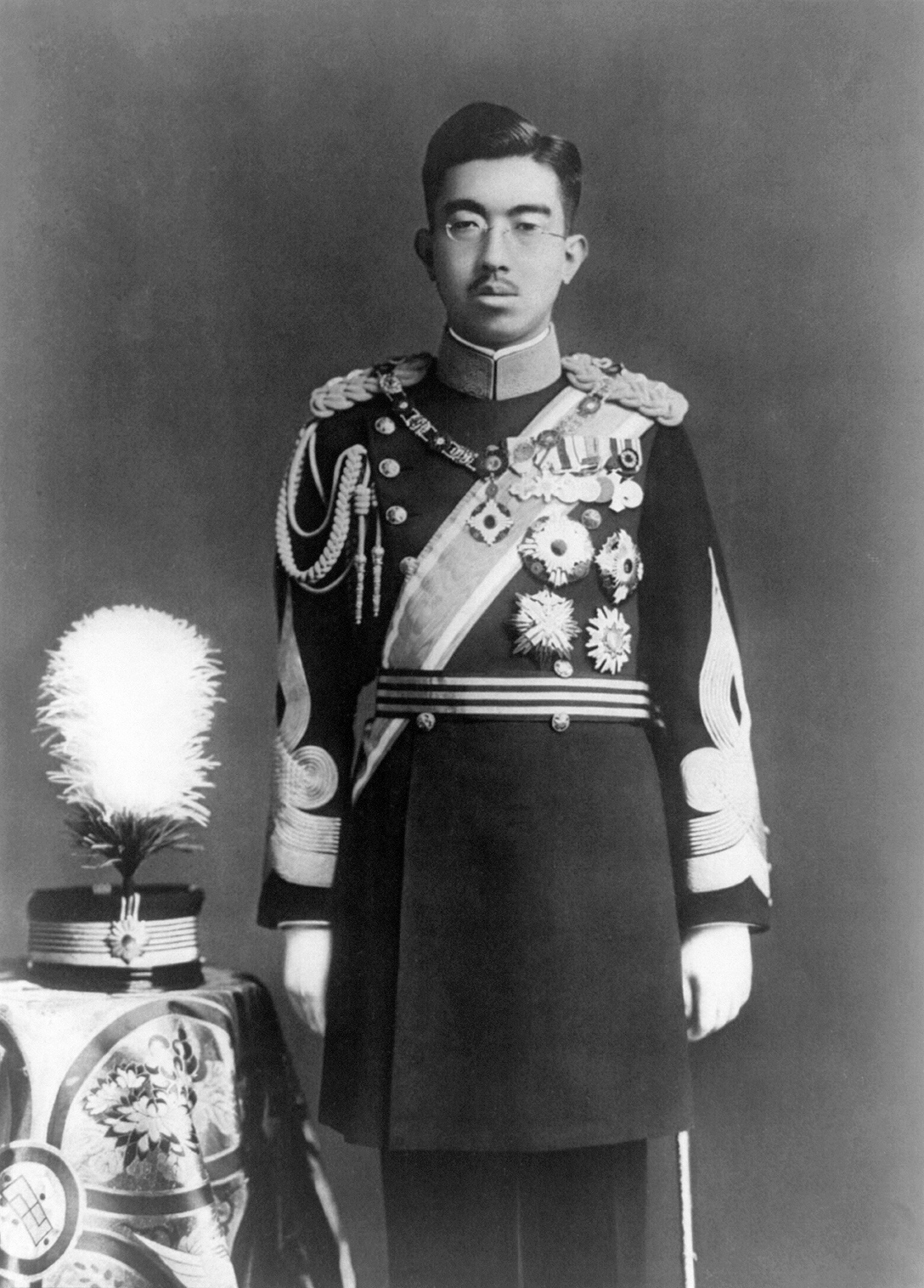
Offizielles Hofportrait von Hirohito (1935)

Hirohito (japanisch 裕仁; * 29. April 1901 in Tokio; † 7. Januar 1989 in Tokio) war entsprechend der traditionellen Thronfolge der 124. Tennō des Japanischen Kaiserreichs und der dritte der modernen Periode. Er regierte von 1926 bis zu seinem Tod 1989 und ist seitdem offiziell als Shōwa-tennō bekannt (昭和天皇) – d. h. „Tenno der Ära des erleuchteten Friedens“. Außerhalb Japans wird er weiter als Kaiser Hirohito bezeichnet.
Hirohito, der sich persönlich für Meeresbiologie interessierte, übernahm schon 1921 für seinen erkrankten Vater die Regentschaft. Damals war Japan bereits eine militärische Großmacht und strebte die Vorherrschaft in Ostasien  (Großostasiatische Wohlstandssphäre) an. Unter Hirohito gewann das japanische Militär zunehmend die Oberhand über die zivile Führung, was zur Ausweitung der Aggressionen gegen andere Länder führte. Diese Expansionspolitik mündete im Dezember 1941 in den Angriff auf die amerikanische Flotte in Pearl Harbor, wodurch Japan an der Seite der Achsenmächte in den Zweiten Weltkrieg eintrat. Die Kämpfe im Pazifik endeten am 2. September 1945 mit der Kapitulation Japans und das Land wurde von amerikanischen Streitkräften besetzt. Wegen Hirohitos Mitverantwortung für den Angriffskrieg und den damit verbundenen Kriegsverbrechen sollte er vor einem Militärtribunal angeklagt werden. Allerdings verzichtete die amerikanische Militärverwaltung unter General Douglas MacArthur darauf und beließ Hirohito auf dem Kaiserthron. Die neue Verfassung Japans aus dem Jahr 1947 reduzierte die Funktion des Kaisers nunmehr auf rein repräsentative Aufgaben.
In den kommenden Jahrzehnten war Hirohito stark in der Öffentlichkeit präsent und beteiligte sich an der Wiederaufnahme diplomatischer Beziehungen. Japan stieg in dieser Zeit zu einer führenden Wirtschaftsmacht auf. Eine Aufarbeitung der japanischen Kriegsverbrechen und der Rolle Hirohitos fand kaum statt; allerdings boykottierte er seit 1978 den Yasukuni-Schrein, der auch Kriegsverbrecher ehrt.
Nach Hirohitos Tod im Jahr 1989 folgte ihm sein Sohn Akihito nach.

## Frühes Leben

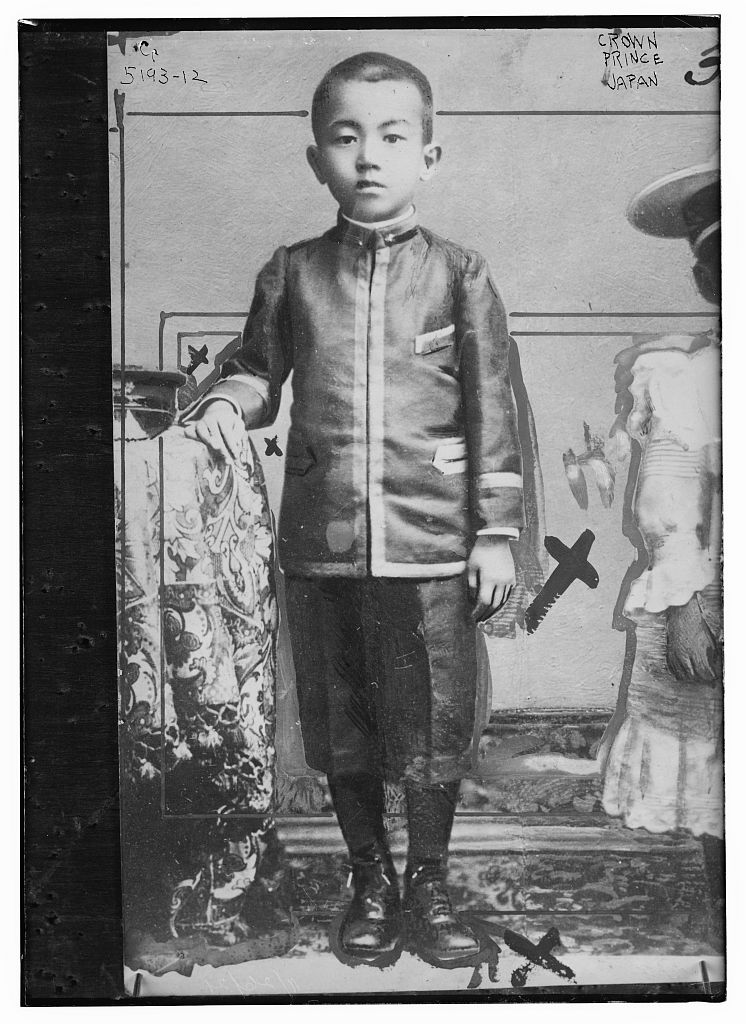
Hirohito (1905)

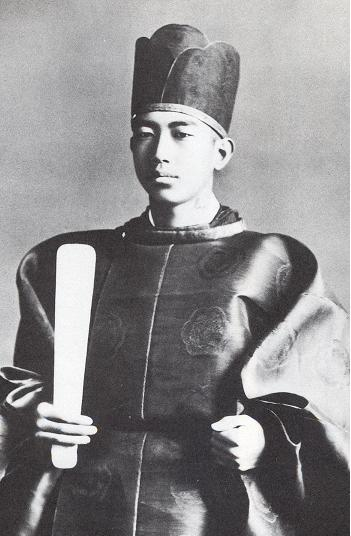
Hirohito nach seiner offiziellen Investitur zum Kronprinzen (1916)

Hirohito wurde am 29. April 1901 im Aoyama-Palast in Tokio geboren. Er war der älteste von vier Söhnen des damaligen Kronprinzen Yoshihito (später Taishō-tennō) und Kronprinzessin Sadako (später Teimei), und damit der erste japanische Thronanwärter seit 1750 dessen leibliche Mutter offizielle Gemahlin seines Vorgängers war. Der Neugeborene erhielt den Titel Prinz Michi (迪宮, Michi no miya) und der Tradition des japanischen Kaiserhauses entsprechend, wurde er unmittelbar nach seiner Geburt in die Obhut des Adligen Kawamura Sumiyoshi und dessen Ehefrau übergeben. Nach Kawamuras Tod im Jahr 1904 kehrten Hirohito und sein ebenfalls dort lebender Bruder Chichibu Yasuhito zu ihren Eltern zurück. Als zukünftiger Herrscher durfte Hirohito keine Beziehungen zu den einfachen Bevölkerungsschichten unterhalten und wuchs fernab der japanischen Lebenswirklichkeit in der Isolation der kaiserlichen Residenzen auf. Ein strenges Hofzeremoniell reglementierte den Tagesablauf.
Von 1908 bis 1914 besuchte Hirohito die Gakushūin-Adelsschule, die Angehörigen der Kaiserfamilie und des Hochadels (Kazoku) vorbehalten war. Im Alter von elf Jahren wurde er zum Leutnant der Kaiserlich Japanischen Armee sowie zum Ensign der Kaiserlichen Marine ernannt. Mit dem Tod seines Großvaters, Kaiser Meiji, und der Thronbesteigung seines Vaters (Taishō-Zeit) am 30. Juli 1912 wurde Hirohito offiziell zum Thronfolger ernannt und erhielt den Chrysanthemenorden. Die weitere Erziehung unterstand ab 1914 einer speziellen Institution (Tōgū-gogakumonsho), die von dem Großadmiral (Gensui) und Kriegshelden Tōgō Heihachirō geleitet wurde. Hirohitos Erziehung zeichnete sich durch militärischen Drill aus und war von der Begrifflichkeit des Kokutai geprägt. Die konservativ-nationalistischen Lehrer (u. a. Sugiura Jūgō und Shiratori Kurakichi) erzogen ihren Schüler in striktem Rassedenken. Sie vermittelten Hirohito das Wesen der japanischen Monarchie, deren mythologischer Herrschaftsursprung und Erbfolge auf die Göttin Amaterasu zurückzuführen sei (Arahitogami). Neben der Vermittlung militärischer Kenntnisse umfasste das Lernprogramm moralische, religiöse, geschichtliche und philosophische Inhalte, die sich an der Lehre des Staats-Shintō und des Konfuzianismus orientierten. Die formale Einführung Hirohitos als Kronprinz (Tōgū Gosho) erfolgte am 2. November 1916.
Als erster Kronprinz in der Geschichte Japans begab sich Hirohito vom 3. März bis zum 3. September 1921 auf eine Auslandsreise nach Europa, die er nach eigenem Bekenntnis als glücklichste Zeit seines Lebens bezeichnete. Die Abreise an Bord des Kriegsschiffes Katori rief ein gewaltiges Medieninteresse hervor. Hirohito erreichte am 9. Mai das Vereinigte Königreich und wurde als Zeichen der Anglo-Japanischen Allianz von König Georg V. und Premierminister David Lloyd George in Portsmouth empfangen. Der Staatsbesuch führte ihn u. a. in den Londoner Buckingham Palace, nach Windsor Castle, an die University of Oxford und nach Edinburgh. Die weiteren Ziele waren Frankreich, die Niederlande, Belgien, Italien und die Vatikanstadt. In Frankreich besichtigte Hirohito die Schlachtfelder des Ersten Weltkriegs (Westfront) und vor seiner Heimreise traf er mit Italiens König Viktor Emanuel III. zusammen.

## Regentschaft

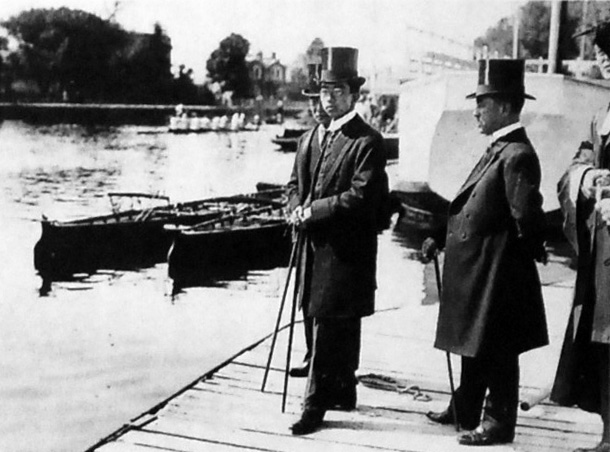
Hirohito in Oxford (1921)

Am 29. November 1921, wenige Wochen nach seiner Rückkehr aus Europa, wurde Hirohito für seinen geistig erkrankten und regierungsunfähigen Vater zum Regenten ernannt. Die wichtigsten Berater des 20-Jährigen waren General Yamagata Aritomo als Vorsitzender des Kronrates sowie der französische Diplomat Jean Ray, der ihm Fremdsprachenkenntnisse vermittelte. Der letzte Genrō, Saionji Kimmochi, übernahm die Einführung in die Staatsgeschäfte. Hirohitos Regentschaft fiel in die Periode der Taishō-Demokratie, die sich durch eine Liberalisierung von Staat und Gesellschaft auszeichnete. Außenpolitisch vertrat Japan einen gemäßigten, auf Ausgleich mit den Westmächten zielenden Kurs (Shidehara-Diplomatie). Trotz wachsenden Misstrauens gegenüber den westlichen Kolonialmächten trat das Land 1921 dem Washingtoner Viermächteabkommen bei. Darin verpflichteten sich die Vereinigten Staaten, das Britische Empire, Frankreich und Japan zur gegenseitigen Respektierung der Besitzungen im Pazifikraum. Zur Stärkung der diplomatischen Beziehungen mit Großbritannien empfingen Kronprinz Hirohito und seine Mutter Kaiserin Temei im Frühjahr 1922 den britischen Thronfolger Prinz Eduard. Vom 12. bis zum 27. April 1923 unternahm Hirohito eine Inspektionsreise nach Taiwan, das zu einer japanischen „Modellkolonie“ aufgebaut werden sollte.
Im September 1923 ereignete sich mit dem Großen Kantō-Erdbeben eine verheerende Naturkatastrophe, die einen anschließenden Feuersturm in Tokio verursachte und schätzungsweise 142.800 Menschenleben kostete. Hirohito, der sich zum Zeitpunkt des Erdbebens im zentral gelegenen Akasaka-Palast aufgehalten hatte, blieb unverletzt. Unmittelbar nach der Katastrophe kam es in Japan zu zahlreichen fremdenfeindlichen Ausschreitungen gegen koreanische Einwanderer und anderen Übergriffen (z. B. Amakasu-Zwischenfall).
Am 27. Dezember 1923 verübte der kommunistische Agitator Daisuke Nanba ein Attentat auf Hirohito, als dieser sich auf dem Weg zur Parlamentseröffnung befand. Nanba schoss auf die Kutsche des Regenten und verletzte einen Kammerherrn, während Hirohito unverletzt blieb. Der Attentäter wurde am 13. November 1924 zum Tode verurteilt und hingerichtet. Der Anschlag war ein Grund dafür, dass 1925 das Friedenssicherungsgesetz verabschiedet wurde, welches in den kommenden Jahren die zentrale Rechtsgrundlage einer antikommunistischen Unterdrückungspolitik darstellte.

## Ehe und Nachkommen

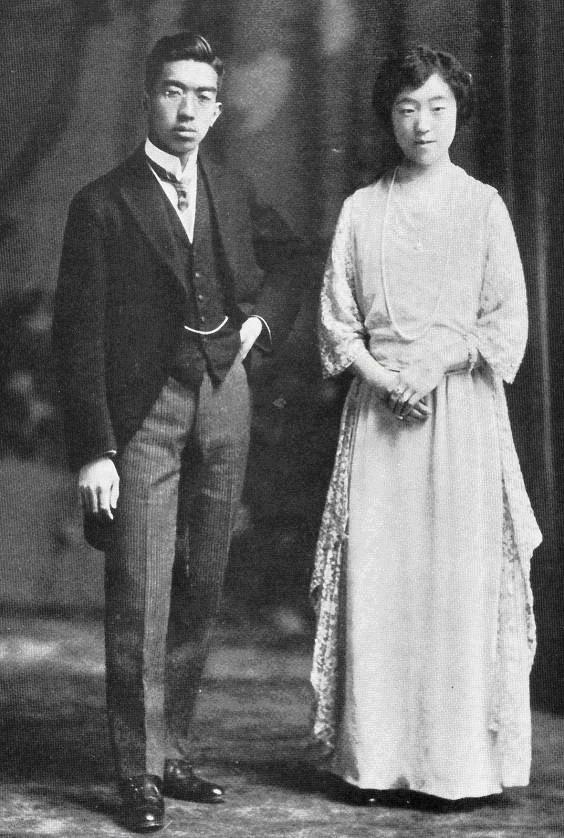
Hirohito und Prinzessin Nagako (1924)

Hirohito heiratete am 26. Januar 1924 seine Cousine Nagako, eine Prinzessin von kaiserlicher Herkunft. Sie war die älteste Tochter des Prinzen Kuni Kuniyoshi, ihre Mutter entstammte der Militäraristokratie (Daimyō). Damit gehörte Nagako keinem der fünf Hauptzweige des Fujiwara-Clans an, die seit Jahrhunderten die Hauptfrauen des Kaisers stellten. Aus der Ehe entstammten sieben Kinder:
- Prinzessin Teru (Teru no miya Shigeko, * 6. Dezember 1925; † 23. Juli 1961) ⚭  Prinz Morihiro (1916–1969)
- Prinzessin Hisa (Hisa no miya Sachiko, * 10. September 1927; † 8. März 1928)
- Prinzessin Taka (Taka no miya Kazuko, * 30. September 1929; † 26. Mai 1989) ⚭  Toshimichi Takatsukasa (1923–1966)
- Prinzessin Yori (Yori no miya Atsuko, * 7. März 1931) ⚭ Takamasa Ikeda (1927–2012)
- Kronprinz Akihito, 125. Tennō (* 23. Dezember 1933) ⚭ Michiko Shōda (* 1934)
- Prinz Hitachi (Hitachi no miya Masahito, * 28. November 1935) ⚭ Hanako Tsugaru (* 1940)
- Prinzessin Suga (Suga no miya Takako, * 2. März 1939) ⚭ Hisanaga Shimazu

Im Gegensatz zu seinen Vorgängern verzichtete Hirohito auf kaiserliche Nebenfrauen und schaffte das bislang übliche Konkubinat ab. Das Gesetz über die kaiserliche Familie von 1889 beschränkte die Thronfolge auf männliche Nachkommen und schloss weibliche Nachkommen explizit aus. Nach vier Töchtern brachte das Paar am 23. Dezember 1933 mit Akihito den ersehnten Thronfolger zur Welt, wodurch die ununterbrochene Erblinie der Dynastie gesichert war.

## Als  Tennō

### Thronübernahme

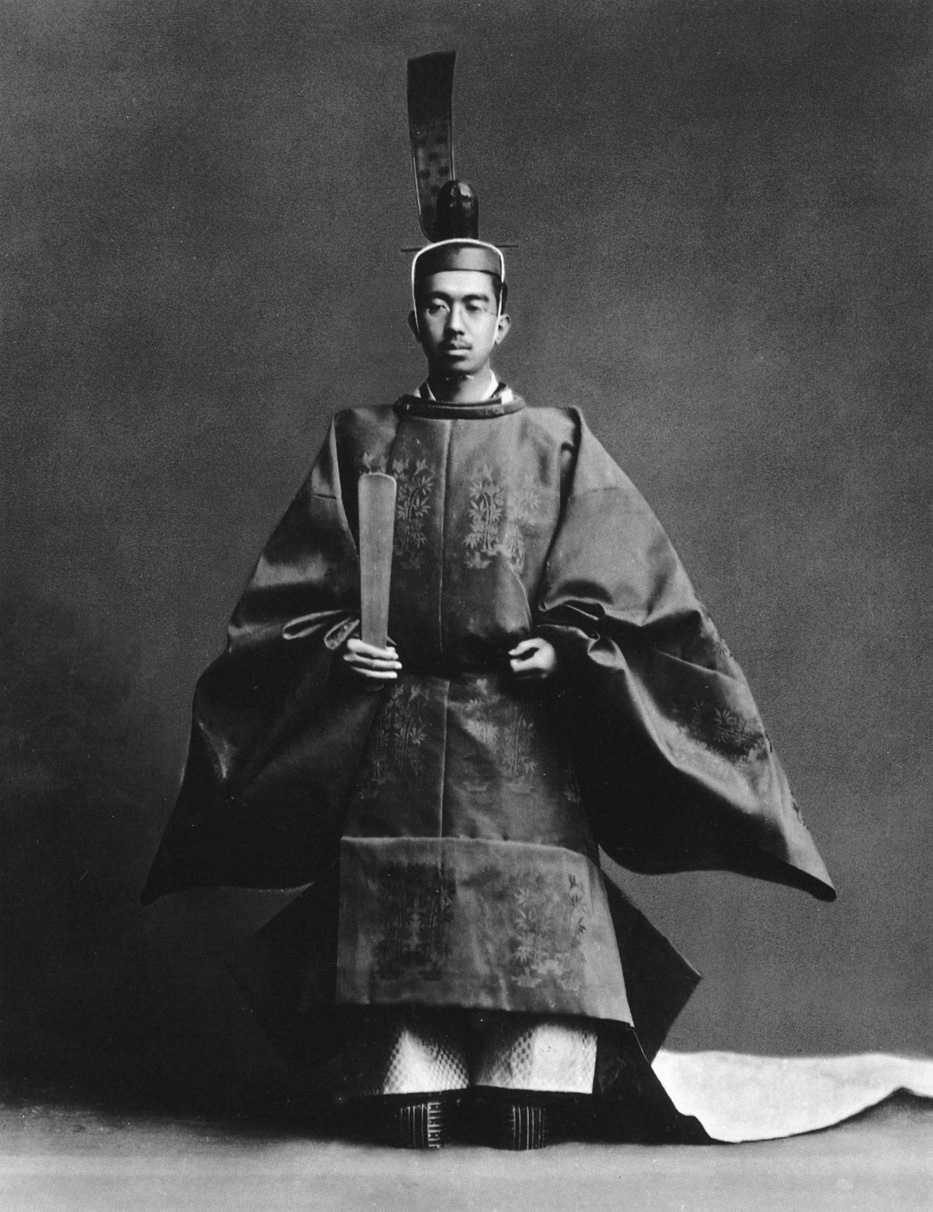
Hirohito im Krönungsgewand (1928)

Kaiserliche Standarte

Durch den Tod seines Vaters am 25. Dezember 1926 fiel die Kaiserwürde an Hirohito, der damit offiziell zum 124. Tennō proklamiert wurde. Die neue Ära stand unter der Regierungsdevise Shōwa (Erleuchteter Friede) und die traditionelle Übergabe der Throninsignien (Daijō-sai) erfolgte am 10. November 1928 im Kaiserpalast Kyōto.
Die im Jahr 1890 nach preußischem Vorbild in Kraft gesetzte Meiji-Verfassung erklärte den Tennō zur göttlichen Verkörperung und Artikel 3 betrachtete seine Person als heilig und unverletzlich. Der Tennō war die höchste Autorität des Staates und in formeller Hinsicht gestand ihm die Verfassung unumschränkte Befugnisse zu: Der Staatshaushalt und die Streitkräfte unterstanden der kaiserlichen Befehlsgewalt, die Regierung war nicht dem Reichstag, sondern allein ihm verantwortlich. Tatsächlich war der Kaiser, trotz seiner angeblich göttlichen Abstammung, ein Herrscher mit begrenzter Souveränität, der kaum eigene Entscheidungen traf. Eine Einmischung in die Tagespolitik war nicht vorgesehen und wurde vom Thron nach Möglichkeit unterbunden. De facto fungierte Hirohito als Klammer zwischen Politik und Militär und war laut dem Japanologen Gerhard Krebs „mehr ein Konzept als ein Individuum.“ Zentrales Beratungsgremium des Tennō war der Kronrat (Sūmitsu-in). Wie seine Vorgänger übernahm Hirohito die kultischen Aufgaben als oberster Priester des Shintō, allerdings beschränkte sich diese Rolle auf rein zeremonielle Funktionen. Mit Hirohitos Thronbesteigung im Jahr 1926 wurde sein Geburtstag am 29. April zum Feiertag erklärt (Shōwa-Tag).
Seit 1928 residierte Hirohito mit seiner Familie in der Abgeschiedenheit des Kaiserpalastes im Stadtteil Chiyoda und zeigte großes Interesse an Meeresbiologie. Unter der Anleitung führender Naturwissenschaftler widmete er sich in einem eigens für ihn eingerichteten Forschungslabor Studien über Quallen.

### Machtzuwachs des Militärs
Die Weltwirtschaftskrise ab 1929 hatte neben den ökonomischen Folgen auch Auswirkungen auf das politische Klima in Japan. Die Fälle rechtsgerichteter Gewalt gegen Minderheiten häuften sich und staatliche Repressalien der Gedankenpolizei Tōkkō gegen Andersdenkende nahmen zu. Die Armee hatte sich nach dem Kantō-Erdbeben stark an den Rettungs- und Wiederaufbaumaßnahmen beteiligt und sich als stabilisierender Faktor der japanischen Gesellschaft etabliert. Ohnehin hatte das Militär, das seit 1900 ein Vetorecht bei der Regierungsbildung besaß, unter dem schwachen Taishō-tennō eine weitgehend unabhängige Stellung erlangt und strebte nach innenpolitischer Macht. Von 1930 bis 1935 kam es zu 20 rechtsextremistischen Anschlägen von Armeeangehörigen, vier politischen Morden, fünf verhinderten Mordkomplotten und vier Putschversuchen (z. B. März-Zwischenfall, Shimpeitai-Zwischenfall). Die Ermordung des gemäßigten Premierministers Inukai Tsuyoshi durch revoltierende Marinekadetten und junge Heeresoffiziere (Zwischenfall am 15. Mai 1932) und die anschließende Regierungsübernahme des Kabinetts Saitō („Kabinett der nationalen Einheit“) markierten die Abwendung von der Parteienherrschaft. Damit setzten sich die radikalen Kräfte im Umfeld Hirohitos durch, der den politischen Entwicklungen nicht entgegentrat und den offenen Machtzuwachs der Streitkräfte duldete. Die Unabhängigkeit des Militärs ging mittlerweile so weit, dass es eine eigenständige Außenpolitik betrieb. Durch den inszenierten Mukden-Zwischenfall löste die japanische Kwantung-Armee 1931 die Mandschurei-Krise aus und leitete einen aggressiv-expansionistischen Kurs gegenüber China ein. Durch diese Insubordination hatten sie vollendete Tatsachen geschaffen, weshalb Hirohito und die kaiserliche Regierung den Einmarsch nachträglich genehmigen mussten. Nach der Errichtung des Marionettenstaates Mandschukuo, der völkerrechtlich nicht anerkannt wurde, erklärte Japan 1933 aus Protest seinen Austritt aus dem Völkerbund (siehe dazu: Vorgeschichte des Zweiten Weltkrieges im Pazifikraum).
Es folgte der gescheiterte Putschversuch vom 26. Februar 1936 durch niederrangige Armeeoffiziere, der Wahlverluste der militaristischen Fraktion im Parlament zum Anlass hatte. Während des Putsches wurde eine Anzahl hochrangiger Regierungsbeamter und Armeeoffiziere ermordet. Dieser wurde schließlich niedergeschlagen, wobei Hirohito eine wichtige Rolle spielte. Während der 1930er Jahre erlangte das Militär eine nahezu unbeschränkte politische Machtstellung und begann eine aggressive Politik.
"Am 2. Juni 1937 bat Kaiser Hirohito Prinz Konoe, ein Kabinett als Nachfolger der Regierung von General Hayashi Senjūrō zu leiten; zwei Tage später wurde das erste Kabinett von Konoe gebildet. Er wollte die „Versöhnung der rivalisierenden Fraktionen“ fördern. Konoe wurde der zweitjüngste Premierminister in der Geschichte Japans und erstellte unmittelbar nach seiner Ernennung eine Liste potenzieller Minister für das, was bald als „das Telefonkabinett“ bezeichnet wurde. Sie bestand aus allen parlamentarischen Fraktionen und kann als die umfassendste in der gesamten Geschichte Japans bezeichnet werden."

### Im Krieg

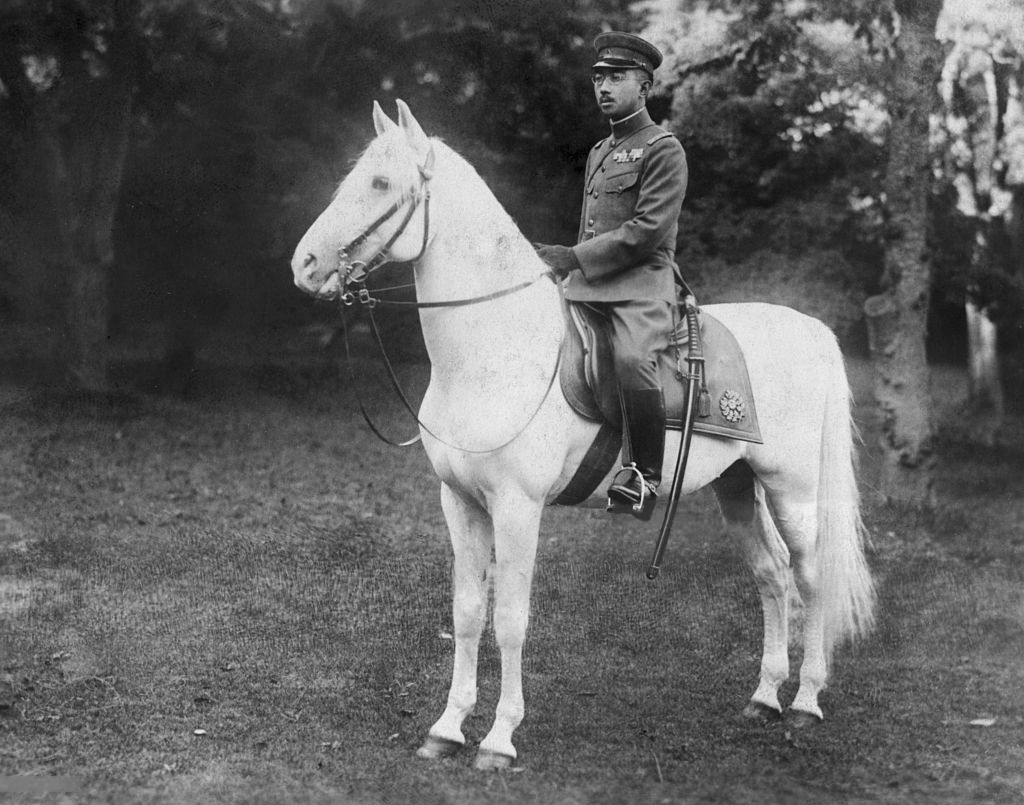
Hirohito auf dem Schimmel Shirayuki

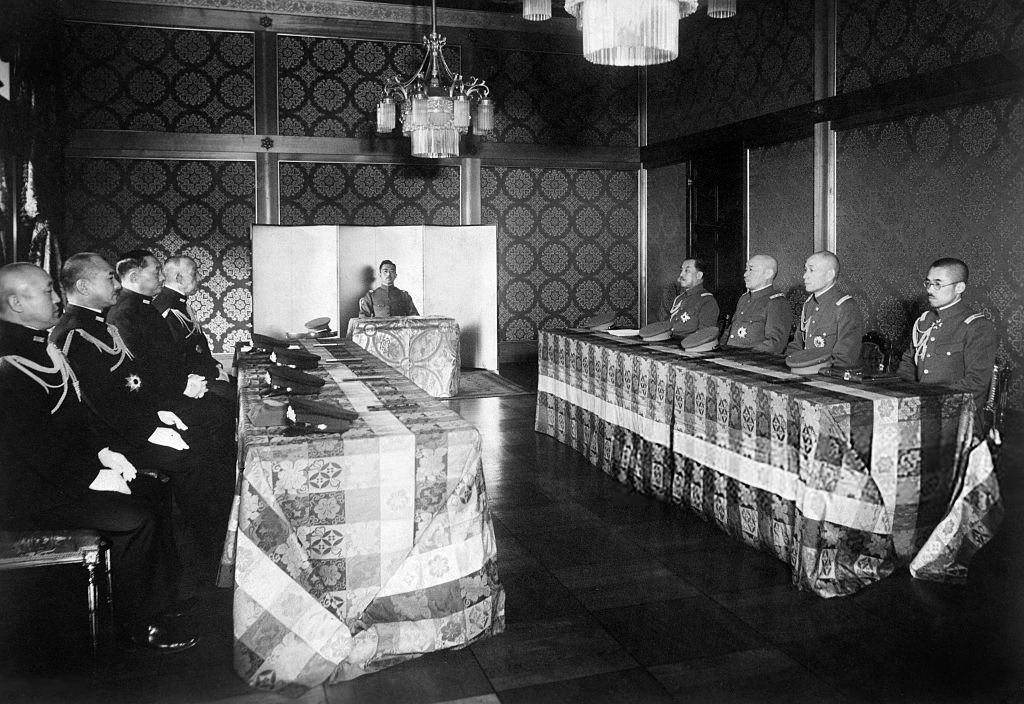
Hirohito (Bildmitte) leitet die Kaiserliche Konferenz (1. Januar 1945)

Der Zwischenfall an der Marco-Polo-Brücke am 7. Juli 1937 löste den Zweiten Japanisch-Chinesischen Krieg aus. Damit setzte die nahezu unabhängig agierende Kwantung-Armee ihre territoriale Expansion in China fort und entfachte eine patriotische Begeisterung in Japan. Verantwortlich für das „Friedensprogramm“ in China, das die Grundlage der japanischen Politik in China darstellte, war Prinz Konoe. Am 28. August 1937 erklärte er:

„‚Japans einziger Kurs besteht darin, China in die Knie zu zwingen, damit es nicht mehr den Kampfgeist hat‘, und kurz darauf, am 12. September: ‚Wir werden die anti-japanischen Elemente in China gründlich züchtigen, nicht nur zu unserer eigenen Sicherheit, sondern zum Wohle des Fernen Ostens. Unsere Mission ist es, dem Feind die Kampfkraft zu nehmen, eine objektive Lektion für ganz China zu erteilen und den gesunden Elementen in China neues Leben zu geben, mit denen wir uns im Geiste wahrer Freundschaft und Zusammenarbeit zusammenschließen wollen‘.“

Zur Unterwerfung Chinas betrieb die Regierung eine Mobilisierung sowie Gleichschaltung der Gesellschaft und verstärkte die Aufrüstung der Streitkräfte (z. B. das Flottenbauprogramm Maru Keikaku). Bis 1940 eroberten die Japaner den Norden Chinas und kontrollierten zahlreiche Küstenstädte, als der unerwartet harte Widerstand der chinesischen Armee die Front zum Stillstand brachte. Der entscheidende strategische Sieg blieb aus und hohe Verluste steigerten die Gewaltbereitschaft der japanischen Truppen. Deren rassistisch und kulturell motivierte Verachtung der Chinesen hatte schon in den Jahren zuvor wiederholt zu Exzessen geführt und im Namen ihres Kaisers verübten sie schwere Kriegsverbrechen wie das Massaker von Nanking (Dezember 1937). Premierminister Konoe Fumimaro entwarf das Konzept der Großostasiatischen Wohlstandssphäre, indem Südostasien von den westlichen Kolonialmächten befreit und unter der politischen Führung Japans zusammengeführt werden sollte (Panasienbewegung) – der Weg in den Pazifikkrieg war beschritten. Mit dem Machtzuwachs von General Tōjō Hideki war Japan spätestens ab 1940 faktisch eine Militärdiktatur und nach Gründung der Zentralorganisation Taisei Yokusankai („Bund zur Förderung der Kaiserherrschaft“) ein Einparteienstaat. Die Militärs rückten die Figur des göttlichen Tennō in das Zentrum ihrer politischen Ideologie und erklärten ihn zur Verkörperung der japanischen Nation (Yamato-damashii). Der fanatische Kaiserkult war das zentrale Objekt ihrer absoluten Hingabe, Loyalität und Selbstaufopferung, der einem theokratischen Tennō-Faschismus gleichzusetzen war.
Nach dem Ausbruch des Zweiten Weltkriegs in Europa besetzten japanische Truppen Französisch-Indochina und das Land trat am 27. September 1940 dem Dreimächtepakt mit dem nationalsozialistischen Deutschen Reich und dem faschistischen Italien bei (sog. Achsenmächte). Die imperiale Aggression brachte Japan in Gegensatz zu den bislang neutralen Vereinigten Staaten. Diese reagierten auf die Expansion mit einem Embargo, das die von ausländischen Rohstoffen abhängige japanische Kriegswirtschaft und die Fortsetzung des Feldzugs in China gefährdete, weshalb eine Konfrontation als unausweichlich galt. Zunächst befürwortete Hirohito gegenüber der Regierung Konoe eine diplomatische Lösung. Am 4. September 1941 traf sich das japanische Kabinett, um die vom Kaiserlichen Generalhauptquartier vorbereiteten Kriegspläne zu erörtern, und beschloss:

„Unser Kaiserreich wird zum Zweck der Selbstverteidigung und Selbsterhaltung die Kriegsvorbereitungen vollenden“ und ist „entschlossen, falls nötig mit den Vereinigten Staaten, dem Vereinigten Königreich und den Niederlanden in den Krieg zu treten. Unser Reich wird gleichzeitig alle möglichen diplomatischen Mittel gegenüber den USA und dem Vereinigten Königreich einsetzen, um dadurch zu versuchen, unsere Ziele zu erreichen […]. Wenn es bis zum 10. Oktober keine Aussicht gibt, dass unsere Forderungen durch die oben genannten diplomatischen Verhandlungen erfüllt werden, werden wir sofort entscheiden, Feindseligkeiten gegen die USA, das Vereinigte Königreich und die Niederlande aufzunehmen.“

Die zu erreichenden Ziele waren klar definiert: Freie Hand bei der Eroberung Chinas und Südostasiens, keine Verstärkung US-amerikanischer oder britischer Militärkräfte in der Region und Kooperation des Westens „bei dem Erwerb der von unserem Reich benötigten Güter“.
Am 5. September übergab Premierminister Konoe dem Kaiser informell den Entwurf der Entschließung, nur einen Tag vor der kaiserlichen Konferenz, auf der sie formell in Kraft gesetzt werden würde. Entsprechend den traditionellen Ansichten (wiederum aber in Widerspruch zur Forschung von Bix) war Hirohito von der Entscheidung, „Kriegsvorbereitungen den diplomatischen Verhandlungen vorzuziehen“, tief betroffen und kündigte seine Absicht an, mit dem jahrhundertealten Protokoll zu brechen und bei der kaiserlichen Konferenz am folgenden Tag die Generalstabschefs von Armee und Marine direkt zu befragen – ein Vorgehen ohne Präzedenzfall in der japanischen Geschichte der letzten Jahrhunderte. Konoe überzeugte Hirohito rasch, sie stattdessen für eine private Konferenz zusammenzurufen, auf welcher der Monarch deutlich machte, dass eine friedliche Lösung „bis zum Letzten“ zu verfolgen sei. Der Chef des Generalstabs der Marine, Admiral Osami Nagano, früherer Marineminister und sehr erfahren, sagte später zu einem vertrauten Kollegen:

„Ich habe den Kaiser uns noch niemals in solch einer Weise zurechtweisen gesehen, sein Gesicht rot und seine Stimme erhoben.“

Dennoch waren sich alle Sprecher auf der kaiserlichen Konferenz darin einig, dass sie Krieg der Diplomatie vorzogen. Baron Yoshimichi Hara, Präsident des kaiserlichen Rats und Vertreter des Kaisers, befragte sie eingehend und bekam von einigen Antworten, dass Krieg nur als letztes Mittel betrachtet würde, andere schwiegen. An diesem Punkt erstaunte Hirohito alle Anwesenden, indem er sich direkt an die Konferenz wandte und damit die Tradition des kaiserlichen Schweigens brach. Dies hinterließ seine Berater „starr vor Schreck“ (so Premierminister Konoes Beschreibung des Ereignisses). Hirohito betonte die Notwendigkeit einer friedlichen Lösung internationaler Probleme, drückte Bedauern darüber aus, dass seine Minister Baron Haras Befragungen nicht beantworteten und rezitierte ein Gedicht seines Großvaters Kaiser Meiji, das er, so sagte er, „immer wieder gelesen“ habe.
Ich denke, dass also alle Menschen der Welt Kinder Gottes sind,

warum sind die Wellen und der Wind heutzutage so unruhig?
Nachdem sie sich von ihrem Schrecken erholt hatten, beeilten sich die Minister ihren tiefen Wunsch auszudrücken, alle möglichen friedlichen Mittel zu versuchen. Die Kriegsvorbereitungen wurden jedoch ohne die geringste Änderung fortgesetzt und innerhalb von Wochen ersetzte das Kabinett den nicht ausreichend kriegswilligen Konoe durch den Hardliner General Tōjō, formell durch Hirohito im Rahmen der Verfassung gewählt. Es war umstritten, ob Tōjō tatsächlich von Hirohito favorisiert wurde. Ein im Jahr 2018 veröffentlichtes Memo eines japanischen Beamten aus der Kriegszeit macht allerdings die Ansicht glaubhaft, dass Hirohito, im Konsens mit Tōjō, zumindest einen Teil der Verantwortung für den Beginn des Krieges trägt: „Um 20:30 Uhr in Tokio, wenige Stunden vor dem Angriff, rief Tojo zwei Tophelfer zu einem Countdown zur Kriegsbesprechung zusammen. Einer von ihnen, der stellvertretende Innenminister Michio Yuzawa, schrieb drei Stunden nach dem Treffen einen Bericht. Mit den Worten: ‚Der Kaiser schien ruhig und unerschütterlich, sobald er eine Entscheidung getroffen hatte‘, zitierte er Tōjō.“
Am 8. Dezember (7. Dezember in Hawaii) 1941 griffen die japanischen Streitkräfte in gleichzeitigen Angriffen die US-Flotte in Pearl Harbor an und begannen die Invasion Südostasiens.
Unmittelbar nach Kriegsende glaubten viele, dass der Kaiser hauptverantwortlich für Japans Rolle im Krieg sei; andere meinten, dass er nur eine machtlose Marionette war und die wirkliche Macht bei Premierminister Tōjō lag. Eine abschließende Bewertung wird letztlich auch durch die Tatsache erschwert, dass die japanische Armeeführung nach Ende des Kriegs versuchte, ihren Kaiser aus dem Fokus des Interesses zu nehmen und konsequent belastende Unterlagen vernichtete bzw. bereitwillig die Verantwortung für das Geschehen während des Kriegs übernahm. Dieses Verhalten stand im Gegensatz zu dem der deutschen Generalität und NS-Führungsebene, die nach dem Ende des Zweiten Weltkriegs sämtliche Verantwortung für die Geschehnisse Adolf Hitler zuzuweisen versuchte und ihre persönliche Verantwortung fast immer generell abstritt. Hinzu kam, dass die amerikanische Militärregierung Hirohito als aus ihrer Sicht stabilisierendes Element der japanischen Nachkriegspolitik benötigte und daher ebenso wenig an einer Aufarbeitung seiner Rolle während des Kriegs interessiert war wie seine Gefolgsleute im Militär. Viele Menschen in der Volksrepublik China, der Republik China, Korea und in Südostasien sehen in Hirohito den Kriegstreiber und Hauptverantwortlichen der Kriegsgräuel, und einige meinen (darunter damals die Sowjetunion), dass er wegen Kriegsverbrechen hätte vor Gericht gestellt werden sollen. Deshalb haben viele Asiaten in den damals japanisch besetzten Gebieten bis heute eine feindliche Einstellung zum japanischen Kaiserhaus. Die zentrale Frage bleibt aber, wie viel Kontrolle Hirohito wirklich über das japanische Militär im Krieg hatte. Die sowohl vom Kaiserpalast und den amerikanischen Okkupationskräften direkt nach dem Zweiten Weltkrieg vertretene Ansicht war, dass sich Hirohito strikt nach Protokoll zu verhalten und Abstand zu den Entscheidungsprozessen zu halten hatte. Auf der anderen Seite haben die jüngeren Forschungen von Herbert P. Bix, Akira Fujiwara, Peter Wetzler und Akira Yamada Hinweise darauf gefunden, dass der Kaiser durch Mittelsmänner einen hohen Grad an Kontrolle über das Militär ausübte und er sogar die Haupttriebkraft hinter den Ereignissen der zwei Kriege gewesen sein könnte. Nach Erkenntnissen der Historiker Yoshiaki Yoshimi und Seiya Matsuno erhielt Yasuji Okamura vom Shōwa-Tennō die Erlaubnis, chemische Waffen während dieser Gefechte einzusetzen.
Wie auch immer seine Beteiligung an den Ereignissen war, die zu den ersten Feindseligkeiten führten – sobald Japan den Angriffskrieg eröffnete, zeigte Hirohito großes Interesse an militärischen Fortschritten und versuchte die Moral zu stärken. Zu Beginn ging der japanische Vormarsch voran. Als sich das Blatt Ende 1942 und Anfang 1943 zu wenden begann, so behaupten einige, habe der Informationsfluss in den Palast immer weniger mit der Realität zu tun gehabt. Andere meinen, dass der Kaiser eng mit Premierminister Tōjō zusammengearbeitet habe, weiterhin gut und zutreffend informiert worden sei und Japans militärische Lage bis zum Zeitpunkt der Kapitulation exakt kannte. In den ersten sechs Monaten des Kriegs waren alle größeren Gefechte Siege. In den nächsten Jahren wurde die Reihe unentschiedener und dann eindeutig verlorener Schlachten der Öffentlichkeit als Serie großer Siege verkauft. Nur langsam wurde es den Menschen auf den japanischen Inseln klar, dass die Entwicklung zuungunsten Japans verlief. Der Beginn von US-Luftangriffen auf japanische Städte ab 1944 machte die propagandistische Behauptung von Siegen endgültig unglaubwürdig. Später in diesem Jahr wurden nach dem Sturz der Regierung Tōjō zwei andere Premierminister ernannt, um den Krieg fortzusetzen, Koiso Kuniaki und Suzuki Kantarō – wiederum mit zumindest formeller Zustimmung von Hirohito. Ob er jedoch mit ihrer Politik übereinstimmte, ist umstritten. Beide waren erfolglos. Japan näherte sich der Niederlage.

### Kapitulation Japans
Als 66 japanische Städte zu über 40 % sowie einige zu mehr als 90 % zerstört waren, der Verkehr zwischen den Inseln größtenteils lahmgelegt war, die Lazarette überfüllt und viele Menschen aufgrund des Mangels an Lebensmitteln, Medikamenten und Ärzten verstarben, versuchte der Tennō nach einigen gescheiterten Friedensverhandlungen in Bern und Stockholm, die Regierung der Sowjetunion um Vermittlung zu bitten. Die japanische Führung hoffte, über Josef Stalin mit den Alliierten verhandeln zu können. So sandte man folgenden Funkspruch am 12. Juli 1945 an den japanischen Botschafter Naotake Sato in Moskau:

„Seine Majestät sind aufs äußerste bestrebt, den Krieg so bald wie möglich zu beenden, weil dessen Fortführung die schrecklichen Leiden von vielen Millionen unschuldiger Menschen in den kriegführenden Staaten nur verlängert und verschlimmert. Unsere Regierung wünscht daher schnellstens mit Verhandlungen über die Wiederherstellung des Friedens zu beginnen. Fürst Konoe wird deshalb mit einer persönlichen Botschaft unseres Tennō nach Moskau reisen. Sie werden aufgefordert, die Sowjetregierung um die Erleichterung seiner Reise zu ersuchen. Sollten die Vereinigten Staaten und das Vereinigte Königreich auf einer bedingungslosen Kapitulation Japans bestehen, würden wir mit tiefstem Bedauern gezwungen sein, unsere Ehre sowie den Bestand der Nation bis zum bitteren Ende zu verteidigen.“

Während täglich Tausende Menschen starben und von der japanischen Regierung kein vollständiges Kapitulationsangebot abgegeben wurde, nutzte Stalin protokollarische Ausreden und schob die Weiterleitung der Nachricht von Hirohito bis zum 18. Juli 1945 auf. Allerdings hatte man in Washington den vorausgegangenen Funkspruch des japanischen Außenministeriums bereits zuvor entziffert und wusste von den Bemühungen Hirohitos. Auf der Potsdamer Konferenz am 18. Juli erhielt US-Präsident Harry S. Truman von Stalin persönlich eine Kopie des Vermittlungsversuchs des Tennō mit der Bemerkung, es sei nicht ernst zu nehmen, da es das Kriegsziel der bedingungslosen Kapitulation nicht beinhaltete.
Truman, der über den Funkspruch und die Versuche japanischer Diplomaten in Bern und Stockholm ausreichend informiert war, hatte den Abwurf der ersten Atombombe für den 3. August geplant und bereits am 11. Februar 1945 während der Konferenz von Jalta mit Stalin vereinbart, dass die Sowjetunion entgegen ihrem Neutralitätsabkommen mit Japan zwei bis drei Monate nach der deutschen Niederlage in den Pazifikkrieg eintreten werde, und auch reiche Beute versprochen. In dem Geheimabkommen des 11. Februars heißt es unter anderem:

„Die ehemaligen Besitzrechte Russlands, die infolge des heimtückischen Angriffs Japans im Jahr 1904 verletzt worden waren, sollen wiederhergestellt werden. A) Die Südhälfte Sachalins wie auch alle benachbarten Inseln soll die Sowjetunion zurückerhalten. B) Der Hafen von Dairen soll internationalisiert und die sowjetischen Rechte dortselbst gesichert werden. Port Arthur wird als Flottenbasis an die UdSSR zurückkehren… C) Die Inselgruppe der Kurilen soll der Sowjetunion übergeben werden.“

In der Nacht vom 26. auf den 27. Juli erhielt Japan dann die Antwort in Form eines von Truman, Churchill und im Auftrag von Marschall Chiang Kai-shek gezeichneten Ultimatums, in dem es unter anderem hieß:

„Wir verlangen von der japanischen Regierung, sofort die bedingungslose Kapitulation aller Streitkräfte anzuordnen und angemessene Sicherheit für die Durchführung dieser Maßnahmen zu bieten. Für Japan bleibt keine andere Lösung, es sei denn die totale Vernichtung der japanischen Rasse.“

Die strenge Bestrafung aller Kriegsverbrecher der japanischen Seite wurde gleichzeitig angekündigt. Die japanische Regierung nahm dieses Ultimatum nicht an, unter anderem deswegen, weil unklar war, ob dem Tennō nicht auch eine Bestrafung als Kriegsverbrecher drohe. Japan hatte sich schwerster Kriegsverbrechen schuldig gemacht, vor allem Grausamkeiten gegenüber Zivilisten in China (Nanking-Massaker, Einheit 731, Tokioter Prozesse). Während Hirohito stets erklärte, dass sein persönliches Schicksal nichts bedeute und er sich nach der Annahme des Ultimatums freiwillig für den Bestand des japanischen Volks opfern wolle, fürchteten seine Berater nach seinem Verlust eine kommunistische Machtergreifung und hofften immer noch, dass Moskau vermitteln würde.
Japan hatte während des Kriegs darauf geachtet, Deutschland gegen die UdSSR keinesfalls zu unterstützen, und sich an das Neutralitätsabkommen mit der UdSSR gehalten. So gingen Telegramme zwischen Außenminister Togo und dem Botschafter Naotake Sato hin und her, die von der US-Funkaufklärung aufgefangen, entziffert und der Regierung vorgelegt wurden. Konzessionen an den Feind hätten aber nach amerikanischer Sicht keinem vollständigen Sieg entsprochen und überzeugte Republikaner bestanden auf den Kopf des Tennō als Unterzeichner der Kriegserklärung. Nach tagelangen Beratungen sagte Premierminister Suzuki, man wolle das Ultimatum „totschweigen“ (黙殺, mokusatsu), wohl da es nichts Neues enthielt und auf laufende diplomatische Bemühungen der Regierung (etwa um Zusicherungen für die Wahrung der monarchischen Staatsform) nicht einging und weil man weiterhin hoffte, durch sowjetische Vermittlung eine Antwort zu erhalten. Die Nachrichtenagentur Domei zitierte jedoch in ihrer englischen Berichterstattung Suzuki mit der Aussage, die Regierung weise das Ultimatum zurück (reject). Nach dieser letzten missverständlichen Kommunikation wurde dann ohne Vorwarnung am 6. August 1945 als „Demonstration der vollen Anwendung der militärischen Möglichkeiten“ die erste Atombombe über der besonders bevölkerungsreichen Stadt Hiroshima abgeworfen. Noch am selben Tag fielen die sowjetischen Truppen in Mandschukuo ein und fanden nur geringen Widerstand, da die Besatzungstruppen im Vorfeld an andere Fronten verlagert worden waren. Hirohito äußerte:

„Wir müssen uns dem Unvermeidlichen beugen! Ganz gleich, was mir geschehen wird, darf sich eine Tragödie wie in Hiroshima nicht mehr wiederholen!“

Da die Fanatiker der japanischen Führung den längst aussichtslos gewordenen Kampf weiterführen wollten, wurde weitere drei Tage lang beraten, bis am 9. August 1945 die zweite Atombombe über der Stadt Nagasaki gezündet wurde. Der Tennō entschloss sich nun gegen den Willen von Militär und Regierung dafür, seine Vollmachten einzusetzen und den Krieg durch die Kapitulation zu beenden. Seinen Ministern gegenüber begründete er dies wie folgt:

„Ich kann nicht mit ansehen, dass mein unschuldiges Volk noch länger leidet! Die Zeit ist gekommen, das Untragbare zu ertragen!“

### Nachkriegszeit
So wurde bereits am 10. August 1945 den Regierungen der USA, dem Vereinigten Königreich, der Republik China und der UdSSR die Annahme des Ultimatums mitgeteilt. Am 12. August erhielten sie Antwort aus Washington:

„Beginnend mit dem Zeitpunkt der Übergabe ist die Autorität des Kaisers und der japanischen Regierung dem Oberbefehlshaber der Alliierten Streitkräfte unterworfen. Der Kaiser ist verpflichtet, […] der japanischen Armee, Flotte und Luftwaffe die Ausführung aller notwendigen Maßnahmen zu befehlen […]. Die endgültige Regierungsform Japans soll nach dem freien Willen des japanischen Volks bestimmt werden.“

So wurde Japan zwar die Entscheidung überlassen, ob es den Tennō und seine Blutlinie erhalten möchte, jener sollte aber auch persönlich für die Niederlegung der Waffen sorgen und die volle Verantwortung für deren Ablauf tragen, was auf Grund der vielen Fanatiker Schwierigkeiten bei der Durchführung bereitete. Schließlich sprach der Tennō Hirohito selbst zum ersten Mal durch eine als Gyokuon-hōsō bezeichnete Radioansprache zu dem gesamten Volk, obwohl dies von vielen Seiten und auf vielerlei Arten zu verhindern versucht worden war:

„Der Kriegsverlauf hat sich nicht unbedingt zu Japans Vorteil entwickelt […]. Überdies hat der Feind begonnen, eine neue und furchtbare Bombe anzuwenden. Sollten wir den Kampf fortsetzen, wird die völlige Vernichtung unserer Nation die Folge sein […]. Wir haben uns demgemäß zum Weg des Friedens entschlossen […]. Wir müssen dulden und ertragen, was untragbar scheint […]. Hütet euch vor allen Ausbrüchen der Leidenschaft, denn sie würden Japan unabsehbare Schwierigkeiten bereiten […]. Lasst unser Volk als eine einheitliche Familie fortbestehen in Frieden, von einer Generation zur anderen. Vereint alle Kräfte der Nation und widmet sie entschlossen dem Aufbau der Zukunft […]. Gehe an die Arbeit, getreues Volk, zum Segen des Kaiserreichs, und nimm teil an den Fortschritten der Welt.“

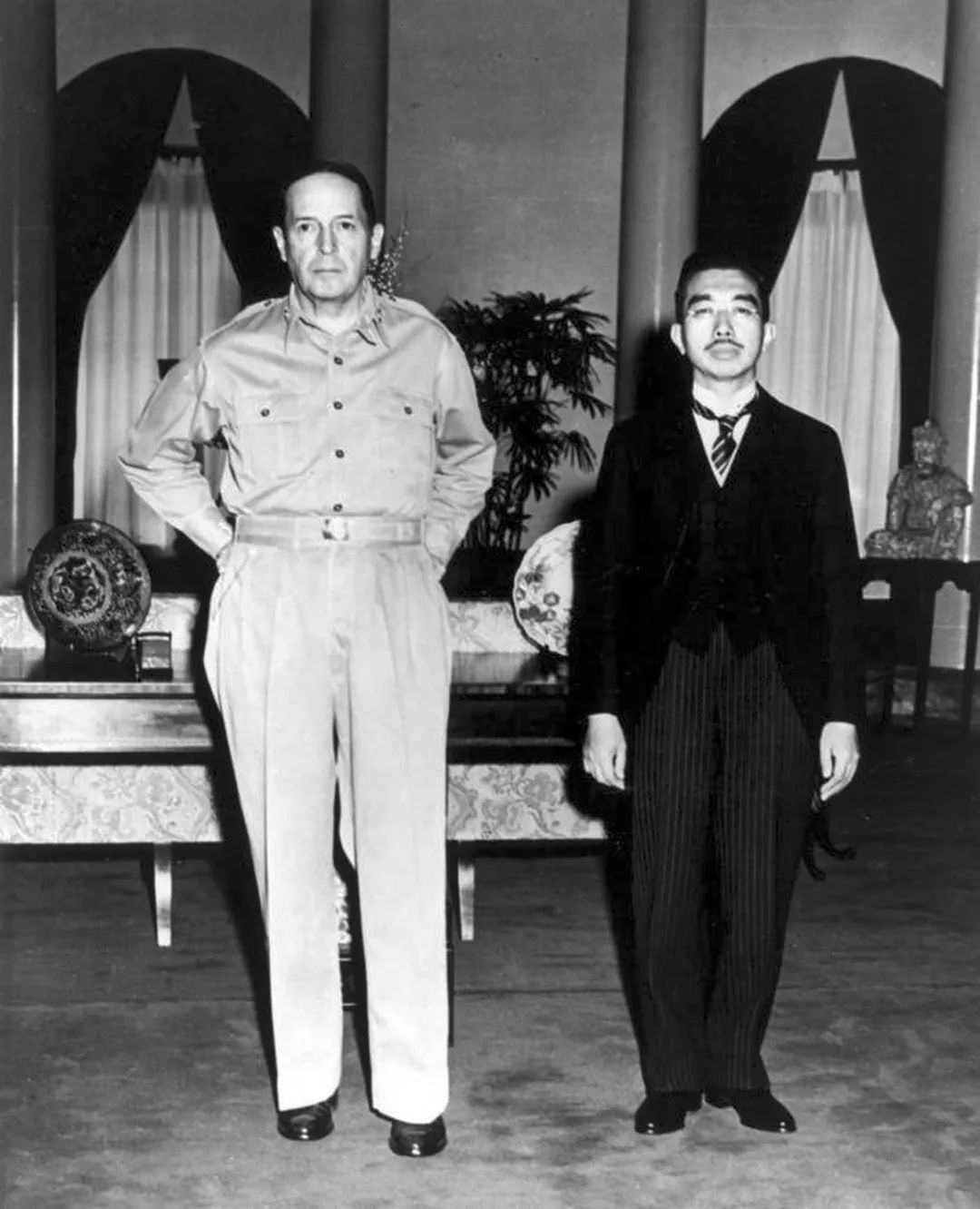
General MacArthur und der Kaiser

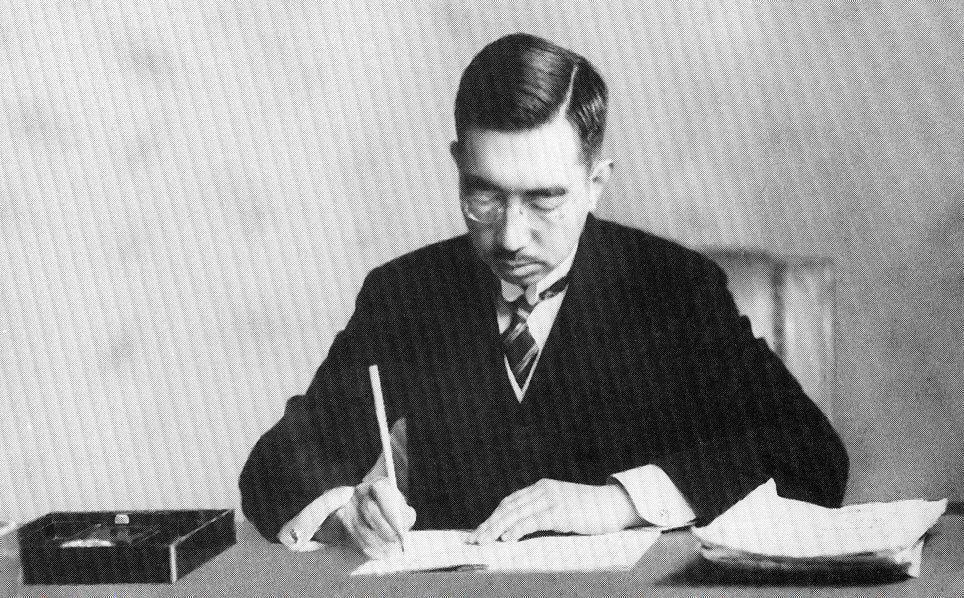
3. November 1946 Hirohito unterzeichnet die japanische Verfassung

Die US-Amerikaner besetzten Japan, ohne dass sich jemand gegen die bedingungslose Kapitulation wehrte. Die von den Alliierten befürchteten Anschläge auf die Besatzer und die Millionen Selbstmorde blieben aus. US-General Douglas MacArthur, der nun das japanische Volk regierte, nannte dann seine Richtlinien für die Verfassung der neuen Regierungsform:

„Der Kaiser soll das Symbol des Staats und der Einheit des Volks sein. Seine Stellung ist abhängig vom Willen des Volks, welches die souveräne Macht besitzt.“

Nachdem keine Reaktion aus Japan erfolgt war, stritten die Alliierten wieder darum, ob Hirohito nun nicht doch als Kriegsverbrecher besser an den Galgen gehöre. Am 27. September 1945 (exakt 5 Jahre nach der Unterzeichnung des Dreimächtepakts) stattete Hirohito zum Erstaunen der Alliierten deren Oberkommandierendem MacArthur einen überraschenden Besuch ab. Dieser empfing den Tennō in Hemdsärmeln, um zu zeigen, wie wenig ihm der Kaiser in Cutaway und Zylinder imponierte. Die Vereinigten Staaten nahmen an, dass Hirohito um sein Schicksal besorgt sei und darlegen wolle, wie er nach besten Kräften bemüht gewesen war, die japanische Aggression zu verhindern, da es um sein Leben ging. Aber es kam vollkommen anders, als es die USA und MacArthur je erwartet hatten: Hirohito sagte in dem Gespräch, das außer einem Dolmetscher keine Zeugen hatte, nach MacArthurs Bericht ohne den sonst üblichen Austausch von Höflichkeiten:

„Ich komme zu Ihnen, General, um mich dem Urteil der Mächte, die Sie repräsentieren, auszuliefern. Ich allein trage die Verantwortung für jede militärische und politische Entscheidung, ebenso für alle Aktionen meiner Untertanen während des Kriegsverlaufs.“

MacArthur berichtete weiter, dass ihn „tiefste Bewegung“ überkam. Die Übernahme aller Schuld hätte für den Tennō in einem Kriegsverbrecherprozess zweifellos das Todesurteil bedeutet. MacArthur sagte anschließend über Hirohito:

„Er war ein Kaiser von Geburt, aber noch mehr, wie ich nun erkannte, nämlich der feinste Gentleman in Japan.“

MacArthur vertrat gegenüber seiner Regierung noch am selben Tage die Ansicht, dass eine Anklage gegen Hirohito unmöglich und er für Japan nicht zu entbehren sei. Die Gegner Hirohitos in der neuen US-Regierung zwangen darauf die japanische Presse, jenes bekannte Foto zu veröffentlichen, welches Hirohito im offiziellen Dress neben dem hemdsärmeligen MacArthur zeigt, der ihn um eine Haupteslänge überragt und schief stehend die Hände in den Hosentaschen verbirgt, während sein gelangweilter Blick der Kamera ausweicht.
Da sein Vermögen von der neuen Regierung konfisziert worden war, konnte Hirohito bald nicht einmal mehr Gärtner entlohnen. Als daraufhin bekannt wurde, dass die kaiserlichen Gärten verwilderten, meldeten sich innerhalb weniger Tage 20.000 Männer und Frauen aller Altersklassen, um die Arbeit kostenlos zu übernehmen. Die Polizei musste einschreiten, sonst hätten sich jene vor den Toren gegenseitig erdrückt. Da die US-Amerikaner immer noch der Ansicht waren, dass der Tennō zu hohes Ansehen genieße, forderten sie ihn dazu auf, öffentlich zu bekennen, dass er kein Gott und ein Mensch wie jeder andere auch sei. Da niemals ein Tennō behauptet hatte, er sei ein göttliches Wesen (Arahitogami), gab Hirohito in seiner üblichen Neujahrsbotschaft eine Erklärung ab, die für die Japaner nichts an der uralten Überlieferung änderte, dass seine Vorfahren von der Sonnengöttin Amaterasu abstammten:

„Jene Bande, die mich und mein Volk umschließen, beruhen nicht auf der falschen Vorstellung, dass der Tennō göttlich sei.“

### Spätere Herrschaft

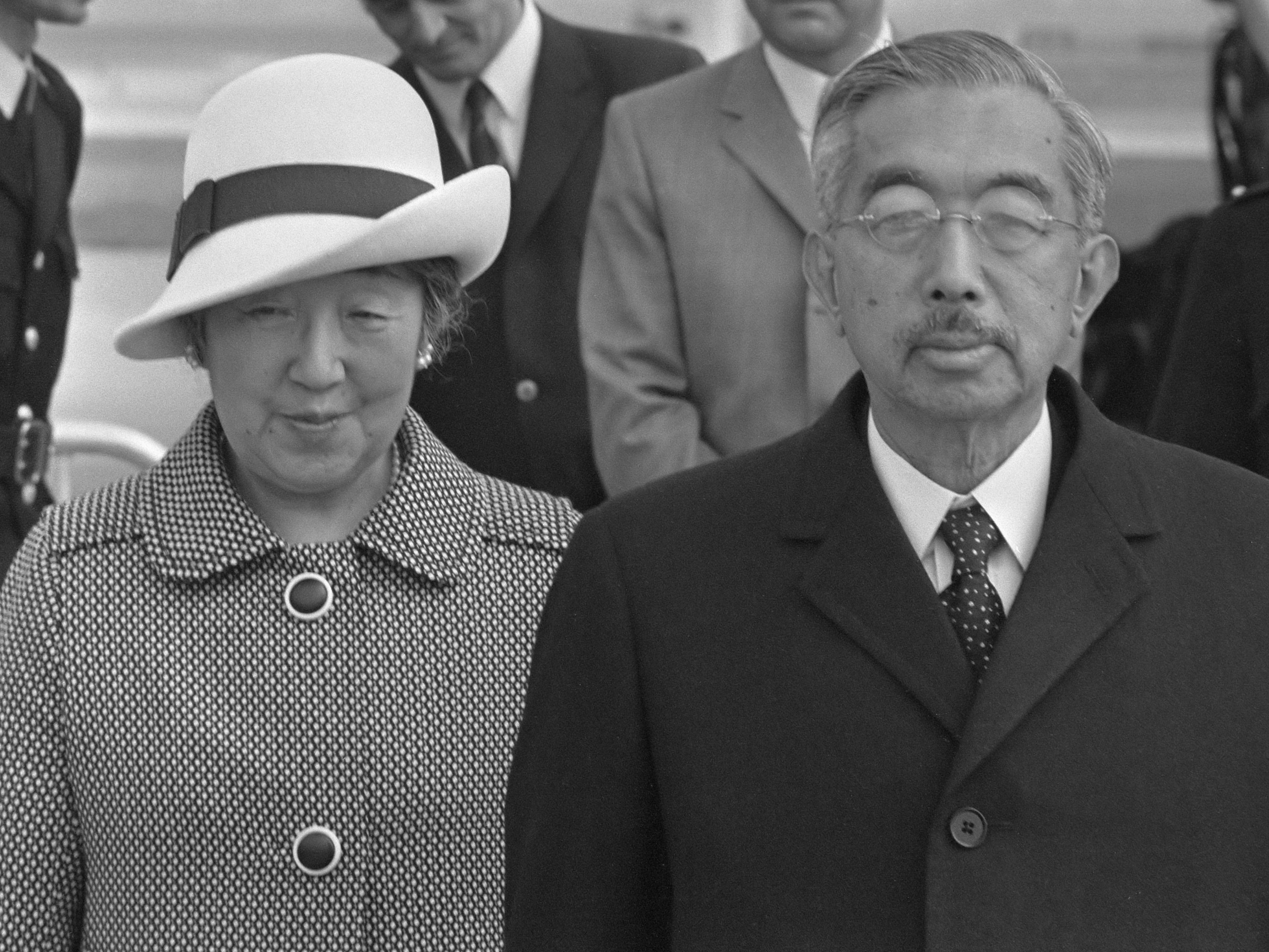
Das Kaiserpaar im Jahr 1971

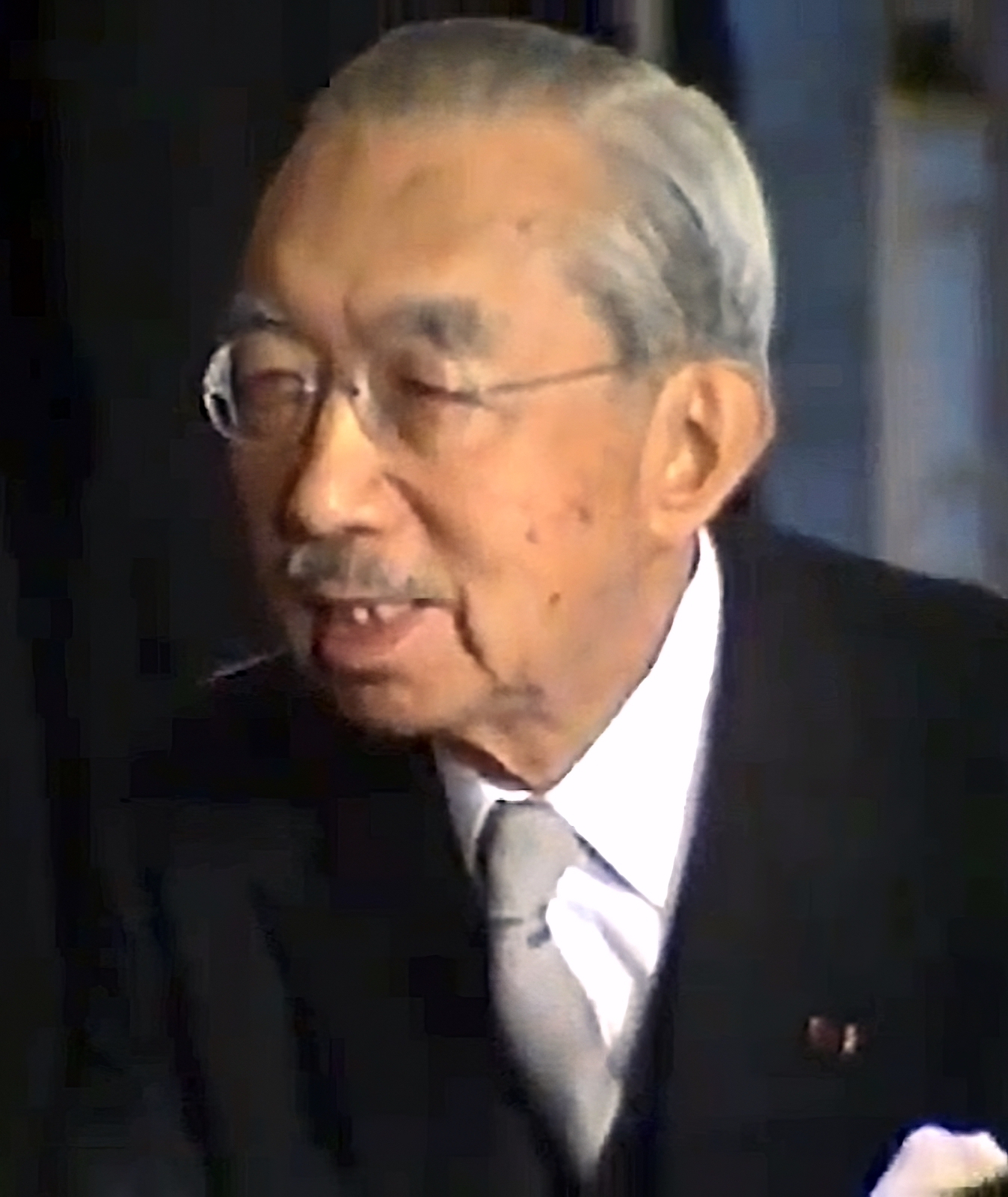
Hirohito, 1983

Für den Rest seines Lebens war Kaiser Hirohito eine aktive Figur des japanischen Lebens und übte zahlreiche Aufgaben eines Staatsoberhaupts aus. Der Kaiser und seine Familie zeigten starke öffentliche Präsenz, waren oft auf öffentlichen Wegen zu sehen und traten auf besonderen Ereignissen und an Feiertagen auf.
Hirohito spielte auch eine wichtige Rolle beim Wiederaufbau von Japans diplomatischer Stellung im Ausland. Auf Auslandsreisen traf er sich mit vielen ausländischen Staatsoberhäuptern einschließlich des US-Präsidenten und Königin Elisabeth II.
Hirohito war stark an Meeresbiologie interessiert, weswegen der kaiserliche Palast ein Laboratorium beherbergte. Der Kaiser veröffentlichte mehrere wissenschaftliche Arbeiten zu diesem Fachgebiet. Er ist der Erstbeschreiber folgender Nesseltierarten:
- Anthohebella najimaensis (1995)
- Clytia multiannulata (1995)
- Corydendrium album (1988)
- Corydendrium brevicaulis (1988)
- Corymorpha sagamina (1988)
- Coryne sagamiensis (1988)
- Dynamena ogasawarana (1974)
- Halecium perexiguum (1995)
- Halecium pyriforme (1995)
- Hydractinia bayeri (1984)
- Hydractinia cryptoconcha (1988)
- Hydractinia cryptogonia (1988)
- Hydractinia granulata (1988)
- Hydrodendron leloupi (1983)
- Hydrodendron stechowi (1988)
- Hydrodendron violaceum (1995)
- Perarella parastichopae (1988)
- Pseudoclathrozoon (1967)
- Pseudoclathrozoon cryptolarioides (1967)
- Pseudosolanderia sagamina (1988)
- Scandia najimaensis (1995)
- Sertularia stechowi (1995)
- Stylactaria brachyurae (1988)
- Stylactaria monoon (1988)
- Stylactaria reticulata (1988)
- Stylactaria sagamiensis (1988)
- Stylactaria spinipapillaris (1988)
- Tetrapoma fasciculatum (1995)
- Tripoma arboreum (1995)
- Tubularia japonica (1988)
- Zygophylax sagamiensis (1983)

### Yasukuni-Schrein
Hirohito hielt sich von den politischen Auseinandersetzungen um den umstrittenen Yasukuni-Schrein, einen Shintō-Schrein für die Soldaten, die für den japanischen Kaiser gestorben sind, fern. Nachdem ihm bekannt wurde, dass der neue Oberpriester 1978 auch Klasse-A-Kriegsverbrecher einschreinen ließ, boykottierte Hirohito den Schrein bis zu seinem Tode. Ein weiterer plausibler Grund für seine Haltung wird nach den veröffentlichten Tagebüchern, sein Gewissen gewesen sein. Dieser Boykott wurde von seinem Sohn und Nachfolger, Akihito, weitergeführt, der sich seit 1978 ebenfalls weigerte, den Yasukuni zu besuchen, anders als viele japanische Premierminister.

## Tod
Am 22. September 1987 unterzog sich Hirohito einer Operation an der Bauchspeicheldrüse, nachdem er mehrere Monate Verdauungsprobleme gehabt hatte. Die Ärzte entdeckten Krebs im Zwölffingerdarm, aber in Übereinstimmung mit der japanischen Tradition teilten sie ihm dies nicht mit. Hirohito schien sich nach dem Eingriff gut zu erholen. Etwa ein Jahr später, am 19. September 1988, brach er in seinem Palast zusammen und seine Gesundheit verschlechterte sich in den folgenden Monaten, da er an ständigen inneren Blutungen litt. Am 7. Januar 1989 um 6:33 Uhr starb Hirohito im Alter von 87 Jahren. Um 7:55 Uhr verkündete der Oberste Kammerherr des kaiserlichen Hofamts, Shoichi Fujimori, offiziell den Tod des Kaisers und machte erstmals Details zu seiner Krebserkrankung bekannt. Mit seinem Tod wurde er nach der Ära, in der er regierte, „Kaiser Shōwa“ (Shōwa Tennō) genannt. Das Begräbnis fand am 24. Februar statt, und im Gegensatz zu seinen Vorgängern wurde er nicht strikt nach den Regeln des Shintō bestattet. Viele führende Politiker aus aller Welt nahmen daran teil. Er liegt in einem Mausoleum im Kaiserlichen Friedhof Musashi bei Hachiōji begraben.

## Auszeichnungen
Japan:
- Chrysanthemenorden, Großkreuz mit Ordenskette
- Orden der Aufgehenden Sonne, Orden der Paulownienblüte
- Orden vom Goldenen Weih, Großkreuz
- Orden des Heiligen Schatzes, Großkreuz

Ausland:
- Sankt-Olav-Orden, Großkreuz mit Ordenskette
- Orden vom Goldenen Vlies (1928)
- Hosenbandorden[32] (1929–1942, 1971 wiederhergestellt)[33]
- Order of the Bath, Großkreuz[32]
- Royal Victorian Order, Großkreuz[32]
- Feldmarschall des Vereinigten Königreichs (ab 26. Juni 1930[32] –1942)
- Fellow of the Royal Society[34]